# À la vie, à la mort (Prison Break)
Pour les articles homonymes, voir À la vie, à la mort (homonymie).
À la vie, à la mort est le trentième épisode du feuilleton télévisé Prison Break, c'est le huitième épisode de la deuxième saison.

## Résumé
Sucre s'enfuit avec l'argent, laissant ses ex-codétenus derrière, Michael donne un couteau à une des femmes qu'il retient en otage, pour qu'elle parvienne à se libérer au bout d'une heure environ, puis, il dit qu'il ne laissera pas T-bag s'échapper une deuxième fois, il décide de le livrer à la police, mais quand il rentre au sous-sol, T-bag s'est déjà enfui.
Sara fait la rencontre d'un homme, qui lui dit très clairement qu'il compte la tuer, mais elle parvient à s'enfuir par l'escalier de secours.
Michael est dans la forêt, et il voit Sucre, les deux amis rigolent ensemble, complices, on comprend alors qu'ils étaient de mèche pour partager l'argent rien qu'entre eux et la fille de Charles Westmoreland, mais lorsqu'ils ouvrent le sac, ils se rendent compte qu'il n'y a que des magazines dedans, et que c'est T-bag qui les a dupés.
L.J est relâché, pendant que Lincoln, caché, l'observe.
Michael et Sucre décident de continuer d'avancer, Michael dit qu'ils ont quand même 5 000 dollars, et que c'est quand même quelque chose, la radio leur apprend que toutes les routes sont bloquées, ils continuent donc par la forêt.
Bellick et Geary sont dans un bar, Bellick appelle sa mère et s'apprête à lui dire de venir les chercher, mais, en entendant que les évadés de fox river sont dans l'Utah, ils décident de se remettre à leurs poursuites.
Sara, bouleversée, appelle Bruce Bennett en lui demandant de venir la chercher, elle mentionne se trouver près d'une cabine téléphonique. 
Lincoln échange des clubs de golf contre 80 dollars et une glacière.
Michael dit à Sucre qu'ils vont devoir abandonner la moto, d'abord celui-ci refuse, mais Michael finit par lui faire comprendre qu'elle les ralentira. Ils traversent la rivière, mais Sucre tombe et se coince la jambe sous un tronc d'arbre, et peut difficilement garder sa tête hors de l'eau.
Sara nettoie une plaie qu'elle s'ait faite, et voie une jeune femme qui lui ressemble utiliser la cabine téléphonique, quelques secondes plus tard, un 4x4 noir passe, un homme baisse la fenêtre et tire sur la jeune femme à plusieurs reprises. Sara fait tout pour la sauver mais la jeune femme succombe à ses blessures, Sara prend alors son porte-feuille.
Sucre est toujours coincé sous l'arbre, Michael lui dit que l'eau montera et que le tronc flottera, Sucre sera alors libre, or même si Michael dit le contraire à Sucre, il n'est pas sûr de ce qu'il avance.
Mahone est interrogé sur le meurtre de Tweener.
Sara, bouleversée en sachant que la jeune femme qui vient de mourir aurait dû être elle, pleure dans une ruelle, puis, elle sort les origamis de Michael et essaie de les déchiffrer. 
Kellerman dit à Kim qu'il ne pense pas que les nombres sur les origamis soient des numéros de téléphone. 
L.J, toujours épié par Lincoln, se fait tabasser par un mendiant, Lincoln, se retire violemment. 
Sucre, toujours coincé sous le tronc d'arbre, est de plus en plus effrayé face à l'eau qui monte, et au tronc qui ne flotte pas, la radio annonce que la police s'approche de la rivière, Sucre demande alors à Michael de le laisser derrière et de partir, mais Michael refuse.
Bruce appelle Sara, lui disant que quand il est arrivé, c'était une scène de crime, et il insiste pour qu'elle lui dise où elle est, Sara le soupçonne de l'avoir trahie, et raccroche. Elle commence à décoder le message de Michael grâce à son téléphone portable.
On comprend que Lincoln avait payé le sans-abri pour tabasser L.J, pour pouvoir le voir à l'Hôpital. Il s'enfuit avec son fils.
Sucre demande encore à Michael de le laisser derrière, mais Michael refuse, il semble avoir une idée. À l'aide de la moto, il réussit à décoincer Sucre, et les deux amis se remettent à courir.
Kellerman et Sara, parviennent tous les deux en même temps à déchiffrer l'un des premiers message de Michael " rendez-vous ".
Michael est en ville, et achète une voiture, pendant ce temps, Sucre apprend que Maricruz a dit " non " à Hector le jour du mariage, il décide d'aller la retrouver. 
Mahone qui se fait interroger par l'agent Sullins à propos du meurtre de Tweener, semble pouvoir de moins en moins se tenir à son mensonge, l'agent Sullins n'a pas l'air de vouloir lâcher l'affaire, quand soudainement, après avoir reçu un coup de fil, il s'en va, Mahone retrouve alors Kellerman et disent à propos des évadés, " ils mourront tous ".

## Informations complémentaires

### Chronologie
Les évènements de cet épisode se déroulent le 1er juin 2005.

### Culture
- La chanson que chante T-Bag après avoir volé l'argent est "Roll on Big Mama" de Moe Bandy (en) et Joe Stampley (en).

### Divers
- L'agent secret qui tente de tuer Sara Tancredi est le même homme qui a assassiné Veronica Donovan[1].